# Henry H. Schwartz

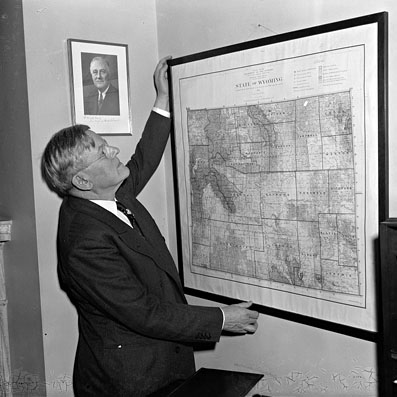
Henry H. Schwartz vor einer Karte des Staates Wyoming

Henry Herman Schwartz (* 18. Mai 1869 bei Fort Recovery, Mercer County, Ohio; † 24. April 1955 in Casper, Wyoming) war ein US-amerikanischer Politiker (Demokratische Partei), der den Bundesstaat Wyoming im US-Senat vertrat.
Der auf einer Farm geborene Henry Schwartz erhielt seine Schulausbildung im Mercer County und in Cincinnati. Danach war er von 1892 bis 1894 in Fort Recovery sowie von 1894 bis 1896 in Sioux Falls (South Dakota) im Zeitungsgewerbe beschäftigt. Im Anschluss studierte er die Rechtswissenschaften, wurde 1895 in die Anwaltskammer aufgenommen und begann in Sioux Falls als Jurist zu praktizieren.
Seine politische Laufbahn begann Schwartz als Abgeordneter im Repräsentantenhaus von South Dakota zwischen 1896 und 1897. Danach war er in führender Position beim Land Office beschäftigt, wodurch es ihn bis 1907 nach Spokane (Washington) und Helena (Montana) verschlug. In diesem Jahr war er auch kurzzeitig als Sonderassistent des US-Justizministers tätig, ehe er bis 1910 den Field Service des Land Office in Washington, D.C. leitete.
1915 zog Schwartz dann nach Wyoming. In seinem Wohnort Casper war er Präsident des Bildungsausschusses; in gleicher Funktion stand er der High-School-Behörde im Natrona County zwischen 1928 und 1934 vor. 1930 bewarb er sich erstmals um einen Sitz im US-Senat, unterlag aber dem Republikaner Robert D. Carey. Nachdem er von 1933 bis 1935 dem Senat von Wyoming angehört hatte, trat er erneut zur Wahl gegen Carey an und war diesmal erfolgreich, woraufhin er am 3. Januar 1937 in den Senat in Washington einzog. Dort verblieb er bis zum 3. Januar 1943; beim Versuch der Wiederwahl scheiterte er am Republikaner Edward V. Robertson. Im Anschluss berief ihn US-Präsident Franklin D. Roosevelt ins National Mediation Board, dessen Mitglied er bis 1947 blieb; danach kehrte er nach Casper zurück, wo er bis zu seinem Tod im April 1955 als Anwalt arbeitete.